# جيانغ يوكون
ولد جيانغ يو كوان في عام 1913 في هانغتشو، جيجيانغ هو معلم تاي تشي شوان تعلم جيانغ التاي تشي شوان عند المعلم يانغ تشينغ فو درس جيانغ ايضاً أساليب أخرى في التاي تشي شوان مثل تاي تشي شوان اسلوب تشن، وو، سون، لي لكن جيانغ كان متخصص في أسلوب تاي تشي شوان أسلوب يانغ.